# Ludwig Bauer (Dramatiker)
Ludwig Bauer (geb. 5. September 1876 in Wien; gest. 1. Februar 1935 in Lugano) war ein österreichisch-schweizerischer deutschsprachiger Dramatiker, Journalist und Pazifist.

## Leben
Ludwig Bauer übersiedelte als angesehener Theaterkritiker und Schriftsteller im Hass auf den Ersten Weltkrieg 1915 in die Schweiz, zuerst nach Bern, später nach Lugano. Er schrieb über Jahre für die National-Zeitung in Basel. Von seiner Umgebung wurde er als „der einzige Neutrale in der Schweiz“ beschrieben.  Verschiedene seine Bücher fanden im Ausland starke Beachtung, darunter Morgen wieder Krieg (1931) und Welt im Sturz (1933) zur Zeit des Heraufziehens des Nationalsozialismus, und wurden in verschiedene Sprachen übersetzt.
In Paris im Jahr 1932 beispielsweise fand der kanadische Komponist Colin McPhee nach seiner Rückkehr aus Bali Bauers vor der Gefahr eines weiteren Weltkrieges warnende Buch Morgen wieder Krieg (1931) in französischer Übersetzung „in jeder Buchhandlung“ und „zuvorderst im Schaufenster“. Die Unausweichlichkeit der auf Deutschland zukommenden Ereignisse sah Bauer darin bereits so: „Wenn heute zwangsweise nach Deutschland alles Gold der Erde gebracht würde, so könnte auch dies nicht helfen; […] Banktechnik und Darlehen verschieben nur allenfalls ein wenig das Datum der Katastrophe.“
Bauers Buch Welt im Sturz (1933) wurde von einem Rezensenten als a pacifist's lugubrious view of the League, the Versailles settlement, Sovietism, Fascism, Americanism and other matters beschrieben und von Albert Einstein in The World As I See It empfohlen.
Bauers Werk fiel sowohl in der Schweiz als auch in Österreich der Vergessenheit anheim. Seine Grabstätte ist in Lugano.

## Publikationen (Auswahl)
- Welt im Sturz. Tal, Leipzig/Wien 1933.
- Morgen wieder Krieg. Untersuchung der Gegenwart, Blick in die Zukunft. Ernst Rowohlt, Berlin 1931.
- Leopold der Ungeliebte: König der Belgier und des Geldes. Querido, Amsterdam 1934.
- Die Falle. Als Manuskript vervielfältigt. Oesterheld, Berlin 1930.
- Orplid. Gesellschaft der Mörike-Freunde, Ludwigsburg 1925.
- Briefe an Wilhelm. National-Zeitung, Basel 1922.
- Lyrische Gedichte. Art. Anstalt J. E. Kirchners Witwe, Wørschatz 1922.
- Der Kampf um den Frieden. Weisse Blätter, Bern 1918.
- Von den Schlachtfeldern in Galizien: Kleine Bilder aus dem großen Kriege. Hirzel, Leipzig 1914.
- Theodor Körners Leben: Dem Volk und der Jugend geschildert. 3. Aufl. Steinkopf, Stuttgart 1913.
- Der Königstrust: Eine Operette ohne Musik. Fleischel, Berlin 1911.